# Argema fournieri
Argema fournieri är en fjärilsart som beskrevs av Philippe Darge 1971. Argema fournieri ingår i släktet Argema och familjen påfågelsspinnare. Inga underarter finns listade i Catalogue of Life.